# 2-溴丙烷
2-溴丙烷是一种有机化合物，化学式为C3H7Br，是丙烷的亚甲基氢被溴取代的产物。它的同分异构体是1-溴丙烷。它在2023年被列入IARC第2A类致癌物质。

## 制备
2-溴丙烷可由丙烯和溴化氢发生亲电加成反应得到：
异丙醇和溴化试剂（如硫酸-溴化钠、磷-溴、三溴化磷等）发生溴化反应，也能得到2-溴丙烷。

## 反应
2-溴丙烷可以用于合成异丙基化合物，例如在碳酸钾的存在下，2-溴丙烷和4-羟基苯甲醛在乙腈中反应，可以得到4-异丙氧基苯甲醛；碳酸铯作为碱、四(三苯基膦)钯作为催化剂，它和呋喃-2-硼酸反应，得到2-异丙基呋喃。
它可以和碘化钠在丙酮中发生卤素交换反应，生成2-碘丙烷；它和硫氰酸钠发生类似反应，生成硫氰酸异丙酯。它也可以和一氟化氯反应，生成2-氟丙烷。